# Almorox
Almorox é um município da Espanha na província de Toledo, comunidade autónoma de Castilla-La Mancha, de área 65 km² com população de 2391 habitantes (2007) e densidade populacional de 36,78 hab./km².

## Demografia
| Variação demográfica do município entre 1991 e 2004 | Variação demográfica do município entre 1991 e 2004 | Variação demográfica do município entre 1991 e 2004 | Variação demográfica do município entre 1991 e 2004 |
| --------------------------------------------------- | --------------------------------------------------- | --------------------------------------------------- | --------------------------------------------------- |
| 1991                                                | 1996                                                | 2001                                                | 2004                                                |
| 2182                                                | 2219                                                | 2166                                                | 2266                                                |